# 生駒山
生駒山（いこまやま・いこまさん）は、奈良県生駒市と大阪府東大阪市との県境にある標高642mの山。生駒山地の主峰である。

## 概要
生駒山が記録に現れるのは日本書紀における神武東征の一節であり、神日本磐余彦尊と長髄彦が山麓において激戦を繰り広げたとされる。一等三角点が置かれている山頂は奈良県側にある。山上には生駒山上遊園地が開設されている。山上・中腹には、大阪府・奈良県にある各テレビ局の京阪神と奈良県をカバーする送信所（生駒山テレビ・FM送信所）が別々に設置されている。かつては企業の保養所や別荘地として多くの建物が設けられている。
古くは役行者による鬼退治の伝説で知られ、山腹には現世信仰で知られる宝山寺を中心として、滝の修行場や祠など大小さまざまな宗教団体の施設が設けられ、宗教法人として届けられていないものも多くその総数は把握されていない。神社に関しては、奈良県側の山麓に生駒山の神を祀る往馬坐伊古麻都比古神社（往馬大社）が、大阪府側の山麓に「いしきりさん」で親しまれる石切劔箭神社や元春日とよばれる枚岡神社等がある。
1941年（昭和16年）から1972年（昭和47年）にかけては、山頂付近に京都帝国大学付属生駒山天文台が設置され、主に太陽観測が行われていた。
近鉄奈良線新生駒トンネル、近鉄けいはんな線生駒トンネル、及び第二阪奈道路阪奈トンネルが当山を東西に貫いている。

## 地形
生駒山は、大阪府側を縦走する逆断層である生駒断層の隆起により形成されたため、大阪側は急斜面となっており、奈良側は比較的緩やかである典型的な傾動地塊である。水源が何か所かあり、大阪、奈良両端に流れ出ている。

## 気候
内陸性気候である。生駒山からはいわゆる生駒おろしによって、大阪側の麓や奈良盆地に強い風が吹く。そのため特に冬季は奈良北西部では生駒山の頂上に近い低い気温となる。最寒月の平均気温は生駒山頂が0.8℃、奈良北西部で1.5℃、奈良市内が3.8℃くらいである。
また奈良盆地で放射冷却が起こる一因ともなる。
生駒山は標高642メートルほどであり雨雲・雪雲が山を越えられず向かい側で空っ風となるようなことはなく、大阪、奈良の降水量にはあまり影響を及ぼさない。
冬季は雪深くなるといったことは麓と同じく少ないが、山頂付近は年十回程度1 - 5センチメートルほどの冠雪は見られる。
| 生駒山（1991年 - 2020年）の気候    | 生駒山（1991年 - 2020年）の気候 | 生駒山（1991年 - 2020年）の気候 | 生駒山（1991年 - 2020年）の気候 | 生駒山（1991年 - 2020年）の気候 | 生駒山（1991年 - 2020年）の気候 | 生駒山（1991年 - 2020年）の気候 | 生駒山（1991年 - 2020年）の気候 | 生駒山（1991年 - 2020年）の気候 | 生駒山（1991年 - 2020年）の気候 | 生駒山（1991年 - 2020年）の気候 | 生駒山（1991年 - 2020年）の気候 | 生駒山（1991年 - 2020年）の気候 | 生駒山（1991年 - 2020年）の気候 |
| 月                                 | 1月                             | 2月                             | 3月                             | 4月                             | 5月                             | 6月                             | 7月                             | 8月                             | 9月                             | 10月                            | 11月                            | 12月                            | 年                              |
| ---------------------------------- | ------------------------------- | ------------------------------- | ------------------------------- | ------------------------------- | ------------------------------- | ------------------------------- | ------------------------------- | ------------------------------- | ------------------------------- | ------------------------------- | ------------------------------- | ------------------------------- | ------------------------------- |
| 最高気温記録 °C （°F）             | 14.2 (57.6)                     | 18.4 (65.1)                     | 21.5 (70.7)                     | 26.8 (80.2)                     | 27.9 (82.2)                     | 31.4 (88.5)                     | 33.4 (92.1)                     | 34.3 (93.7)                     | 31.7 (89.1)                     | 28.3 (82.9)                     | 22.6 (72.7)                     | 21.4 (70.5)                     | 34.3 (93.7)                     |
| 平均最高気温 °C （°F）             | 4.6 (40.3)                      | 5.7 (42.3)                      | 10.0 (50)                       | 15.8 (60.4)                     | 20.4 (68.7)                     | 23.1 (73.6)                     | 26.9 (80.4)                     | 28.6 (83.5)                     | 24.3 (75.7)                     | 18.5 (65.3)                     | 12.9 (55.2)                     | 7.3 (45.1)                      | 16.5 (61.7)                     |
| 日平均気温 °C （°F）               | 0.9 (33.6)                      | 1.5 (34.7)                      | 5.0 (41)                        | 10.5 (50.9)                     | 15.2 (59.4)                     | 18.7 (65.7)                     | 22.5 (72.5)                     | 23.6 (74.5)                     | 19.9 (67.8)                     | 14.4 (57.9)                     | 9.0 (48.2)                      | 3.6 (38.5)                      | 12.1 (53.8)                     |
| 平均最低気温 °C （°F）             | −1.9 (28.6)                     | −1.8 (28.8)                     | 1.0 (33.8)                      | 6.3 (43.3)                      | 11.3 (52.3)                     | 15.5 (59.9)                     | 19.7 (67.5)                     | 20.5 (68.9)                     | 16.9 (62.4)                     | 11.4 (52.5)                     | 5.9 (42.6)                      | 0.6 (33.1)                      | 8.8 (47.8)                      |
| 最低気温記録 °C （°F）             | −9.7 (14.5)                     | −11.7 (10.9)                    | −8.7 (16.3)                     | −4.2 (24.4)                     | 1.5 (34.7)                      | 8.2 (46.8)                      | 12.2 (54)                       | 13.0 (55.4)                     | 8.0 (46.4)                      | 1.1 (34)                        | −3.1 (26.4)                     | −7.5 (18.5)                     | −11.7 (10.9)                    |
| 降水量 mm （inch）                 | 52.2 (2.055)                    | 64.8 (2.551)                    | 111.8 (4.402)                   | 114.2 (4.496)                   | 161.3 (6.35)                    | 213.6 (8.409)                   | 199.2 (7.843)                   | 146.4 (5.764)                   | 166.5 (6.555)                   | 155.4 (6.118)                   | 81.6 (3.213)                    | 60.6 (2.386)                    | 1,527.7 (60.146)                |
| 平均降水日数 （≥1.0 mm）           | 6.2                             | 7.3                             | 10.2                            | 10.2                            | 10.6                            | 12.6                            | 12.0                            | 8.8                             | 11.3                            | 10.0                            | 7.6                             | 7.0                             | 114.0                           |
| 平均月間日照時間                   | 126.6                           | 122.5                           | 159.0                           | 183.9                           | 191.5                           | 138.1                           | 158.4                           | 206.6                           | 150.9                           | 156.3                           | 141.1                           | 132.2                           | 1,864.4                         |
| 出典1：Japan Meteorological Agency |                                 |                                 |                                 |                                 |                                 |                                 |                                 |                                 |                                 |                                 |                                 |                                 |                                 |
| 出典2：気象庁                      |                                 |                                 |                                 |                                 |                                 |                                 |                                 |                                 |                                 |                                 |                                 |                                 |                                 |

## 植生
山頂付近であってもブナなどの落葉広葉樹林ではなく、全体としてシイ・カシ類の常緑広葉樹林である。山中には竹などの侵入が一部見られ竹害も危ぶまれるが、基本的にスダジイ、ナラ、クヌギ、コナラ、カエデ、アカマツ、ヒノキ、などが見られる。金剛山などと比べ植林が少ない。
ナラ枯れが所々見られ調査が行われている。

## 登山
奈良県生駒市の近鉄奈良線生駒駅から、生駒鋼索線が通じているほか、信貴生駒スカイラインを利用すれば車で登ることができる。
登山道は、近鉄奈良線額田駅、石切駅、枚岡駅、生駒駅、近鉄けいはんな線新石切駅からのコースがある。

## ギャラリー

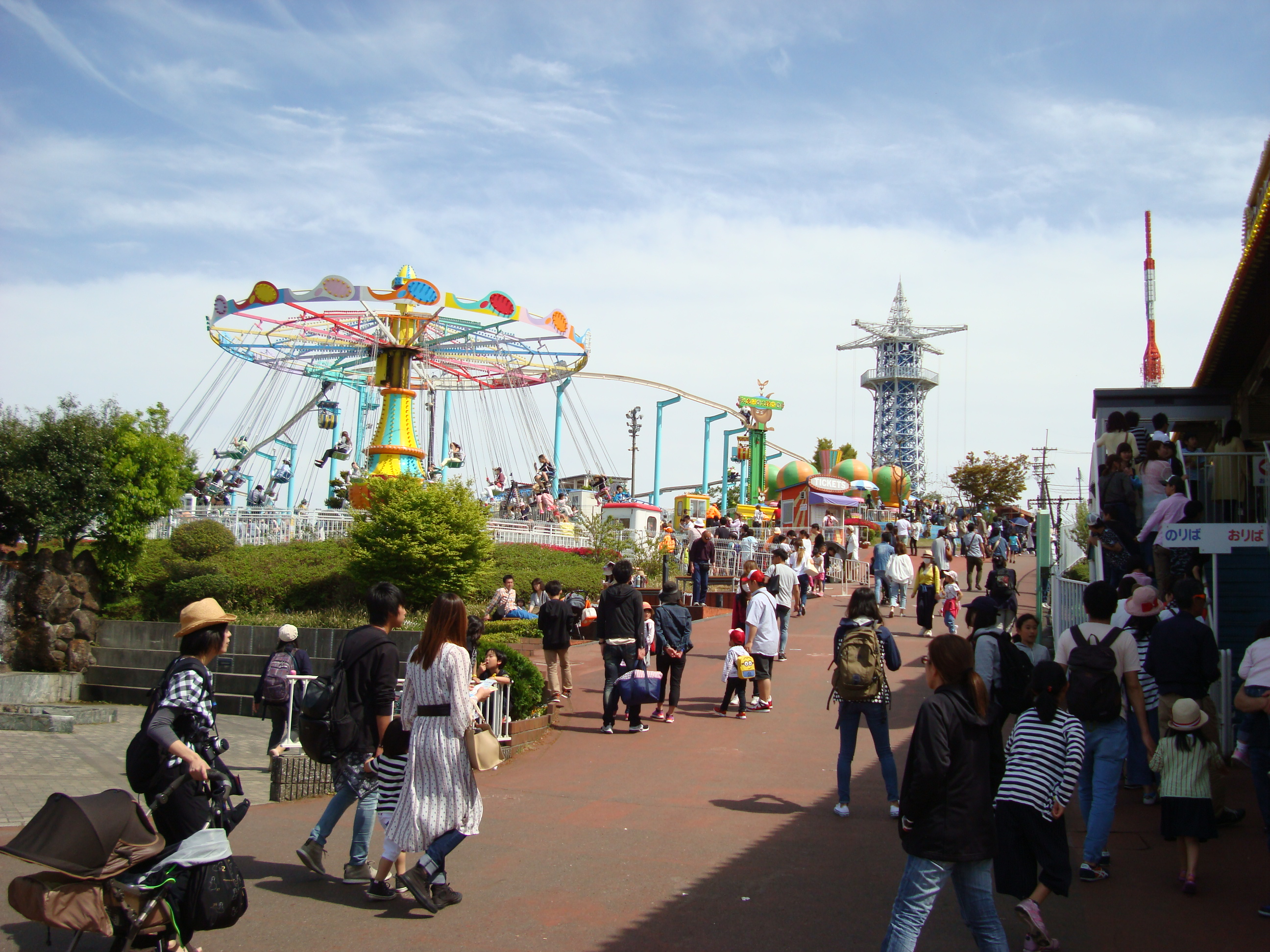
生駒山上遊園地
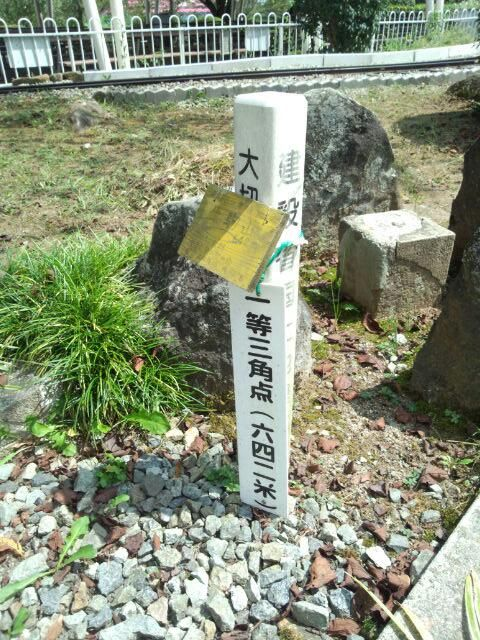
一等三角点 山上遊園内
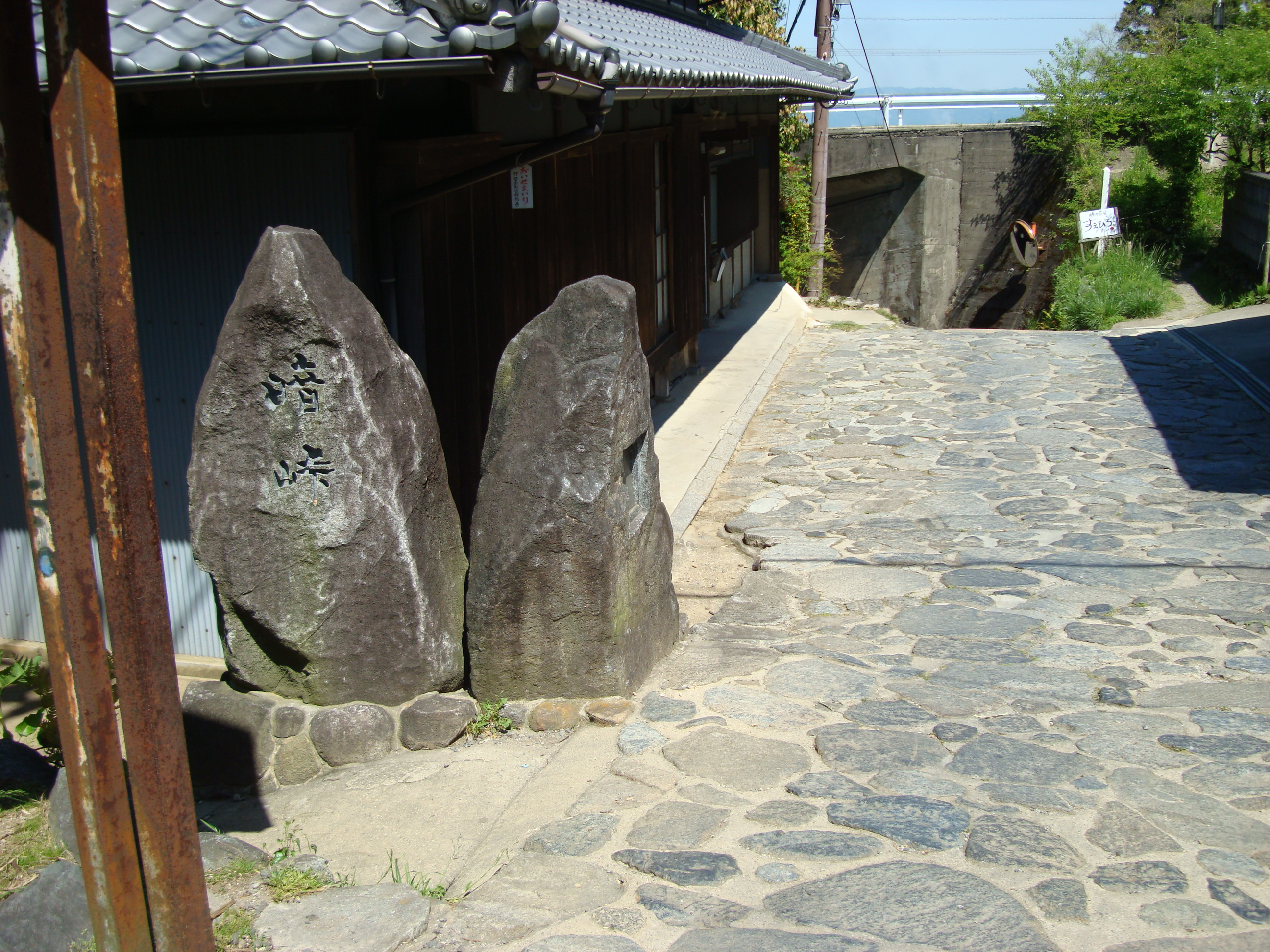
暗峠
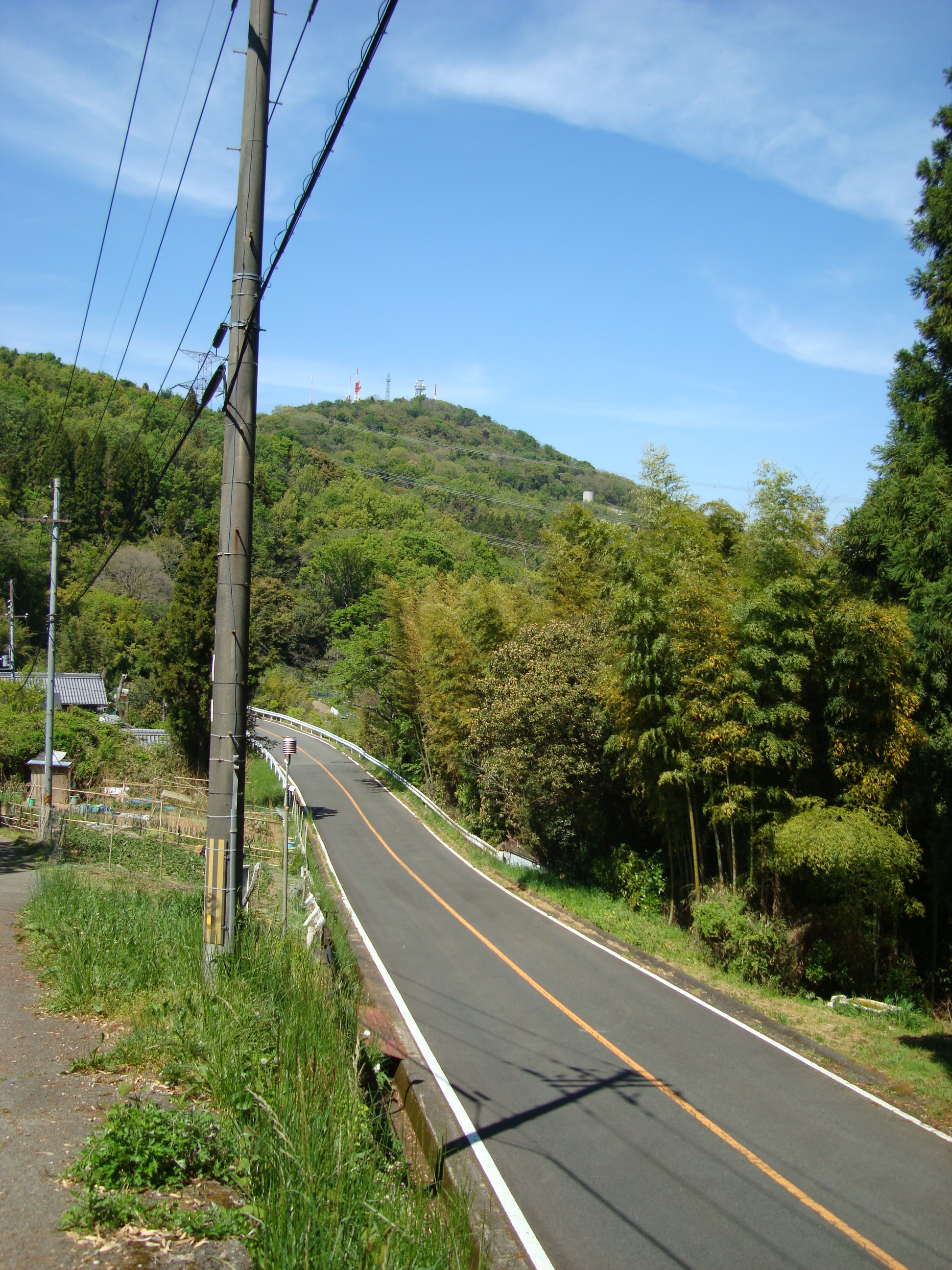
信貴生駒スカイライン 暗峠付近
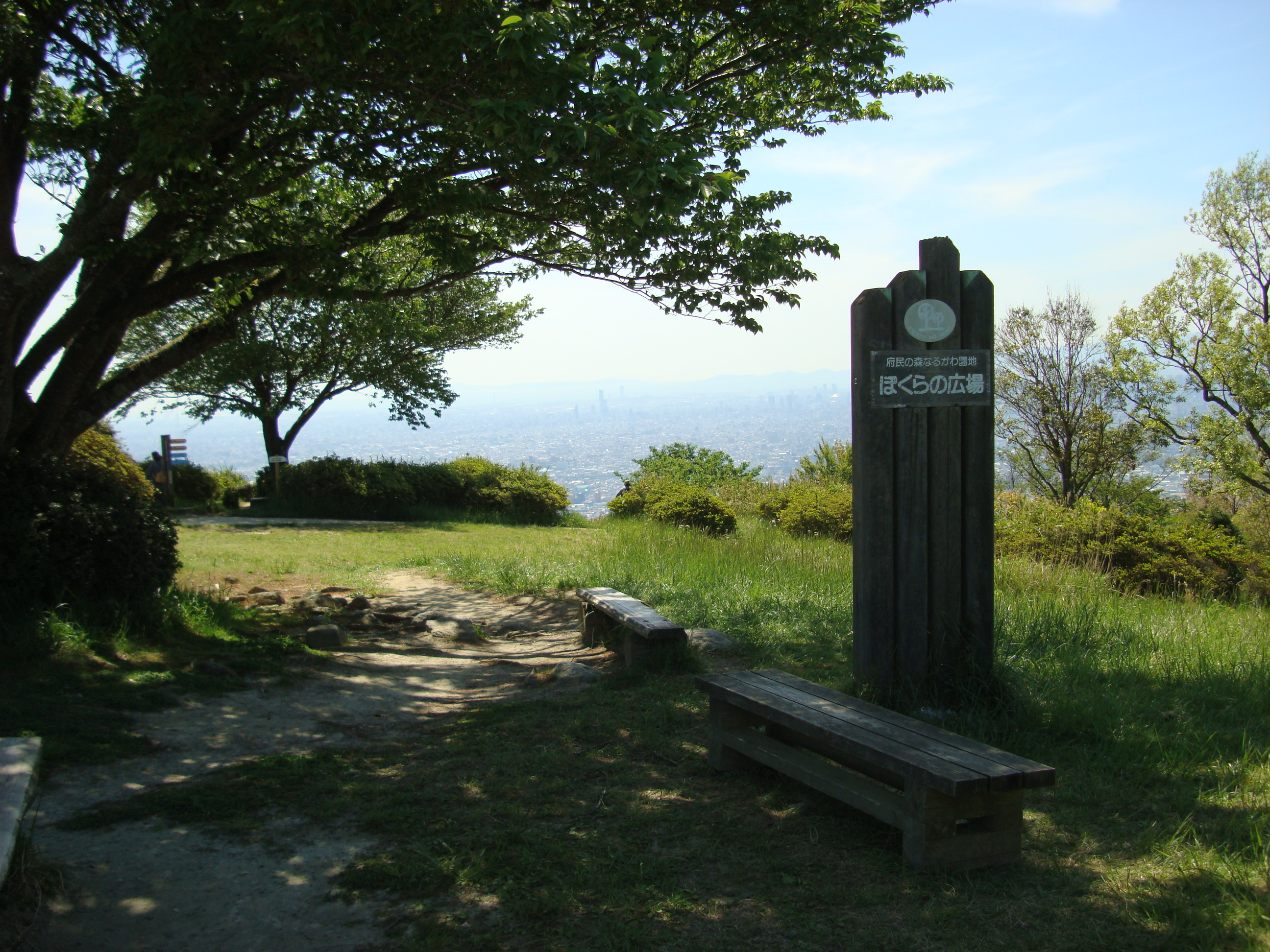
ぼくらの広場